# Є і такий острів
«Є і такий острів» (азерб. «Möcüzələr adası») — радянська мелодрама 1963 року, знята на кіностудії «Азербайджанфільм».

## Сюжет
Фільм розповідає про працю і побут нафтовиків, які працюють на нафтових каменях на березі Каспійського моря. Сталеві опори, побудовані на морі пролягають за сотні кілометрів і йдуть углиб. У фільмі сказано про те, як часто молодь, приїжджає сюди і як вона закохуються один в одного.

## У ролях
- Гасан Мамедов — Назим (дублював Алі Зейналов)
- Олег Хабалов — Камран (дублював Гасан Турабов)
- Зоя Недбай — Маріам (дублювала Аміна Юсіфкизи)
- Фазіль Салаєв — Фазіль
- Леонід Пирогов — Поляков (дублював Сулейман Аскеров)
- Тамілла Гафарова — Самая
- І. Мухталієв — Джаббар (дублював Юсіф Велієв)
- Олександр Степанов — Капитонов
- Юсіф Улдус — дядько Гулам
- Ю. Турилова — Наташа
- Амілет Ханізаде — Садих
- Юсіф Велієв — епізод
- Борис Чирков — епізод

## Знімальна група
- Сценарист і режисер: Гасан Сеїдбейлі
- Оператор-постановник: Аріф Наріманбеков
- Художник-постановник: Елбек Рзакулієв
- Композитор і диригент: Тофік Кулієв